# Irena Kostrowicka
Irena Kostrowicka (ur. 21 sierpnia 1920, zm. 15 maja 2008) – polska ekonomistka, profesor SGH/(SGPiS), dyrektor Instytutu Gospodarstwa Społecznego.

## Życiorys

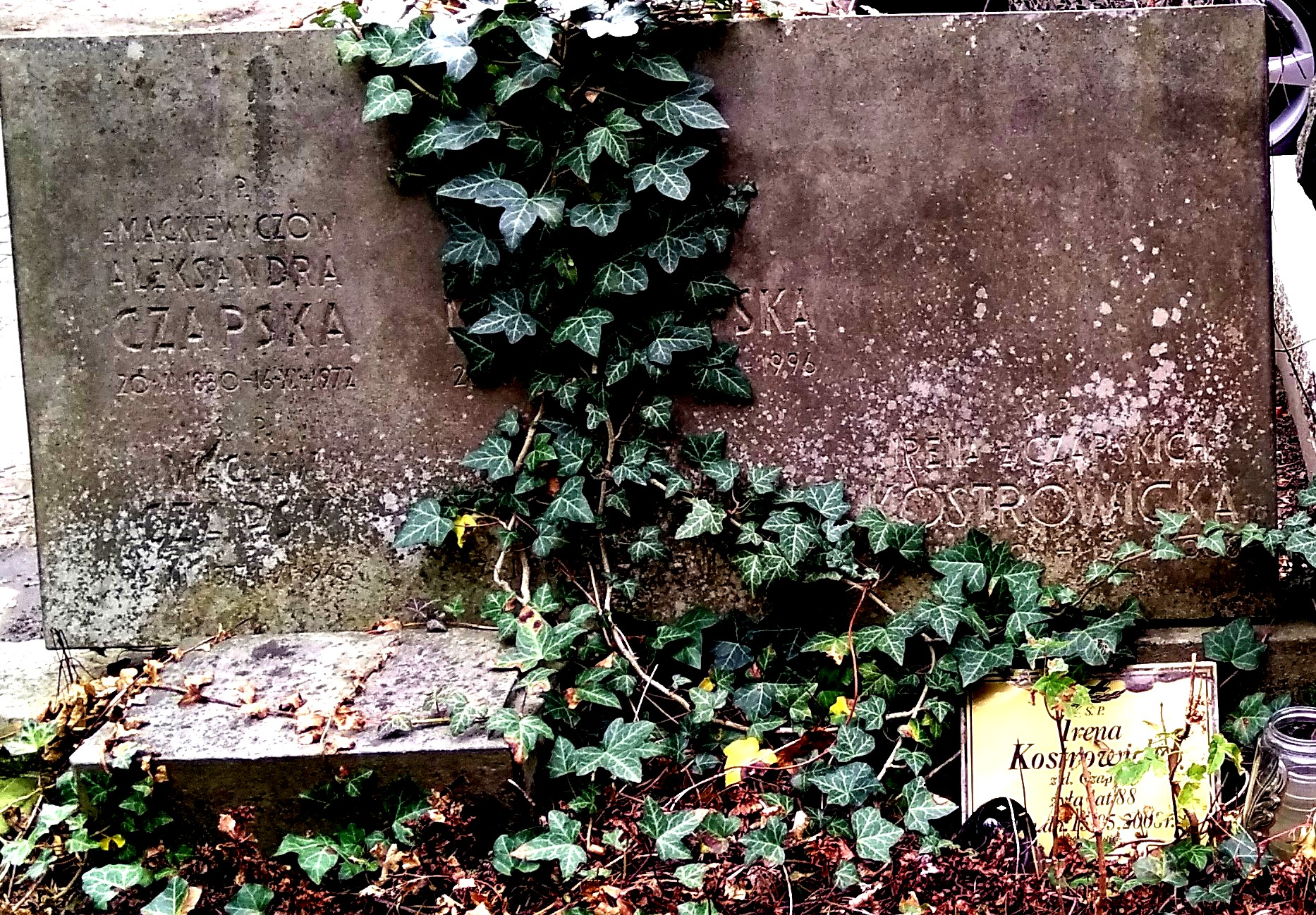
Nagrobek rodzinny Ireny Kostrowickiej na cmentarzu Powązkowskim w Warszawie, 2023

Irena Kostrowicka urodziła się 21 sierpnia 1920, w rodzinie Wacława Aleksandra Czapskiego (1877–1960), pracującego w zarządzie młyna „Polonia” w Charsznicy k. Miechowa, i Aleksandry z Mackiewiczów (1880–1972). Miała siostrę Janinę po mężu Maciejewską (1902–1996) i brata Czesława Wacława Czapskiego (1907–1982), inżyniera architekta. W młodości była uczennicą gimnazjum im. Błogosławionej Kingi. Po uzyskaniu świadectwa dojrzałości w 1938, rozpoczęła studia w Szkole Głównej Handlowej w Warszawie. Przed wybuchem II wojny światowej zdołała zaliczyć jedynie dwa semestry, jednak w tym krótkim okresie była słuchaczką wielu wybitnych ekonomistów, jak Bolesław Miklaszewski, Edward Lipiński, Andrzej Grodek, Jerzy Loth, Stanisław Skrzywan.
Część okupacji, do września 1943, spędziła u rodziców w Charsznicy pracując na tajnych kompletach w charakterze nauczycielki przedmiotów humanistycznych, a także jako księgowa, w młynie „Polonia” w Charsznicy. Wkrótce jednak zamieszkała w Warszawie, gdzie kontynuowała naukę w Miejskiej Szkole Handlowej, która była w latach okupacji przedłużeniem przedwojennej S G H. Równolegle ze studiami pracowała w Banku Handlowym w Warszawie.
W okresie powstania warszawskiego była sanitariuszką w szpitalu Armii Krajowej na Sadybie. Zaś po jego upadku udało jej się uciec z transportu do Niemiec, a następnie przedostać do rodziców w Charsznicy.
W lipcu 1945 powróciła do Warszawy, aby zaliczyć dalszy ciąg studiów w Szkole Głównej Handlowej. W tym czasie zarobkowała, pracując w dziale księgowości, w Miejskich Zakładach Ogrodniczych na Grochowie (1946), w Biurze Odbudowy Stolicy, na stanowisku referenta, a następnie kierownika pracowni demograficzno-gospodarczo-społecznej (od maja 1947 do grudnia 1948).
O jej postępach na Uczelni świadczy fakt, że jeszcze przed ukończeniem studiów w grudniu 1947, senat uczelni mianował ją asystentką – wolontariuszką w Zakładzie Historii Gospodarczej, na rok akademicki 1947/1948. Tytuł magistra uzyskała w 1948 za pracę pod kierunkiem Jerzego Lotha – „Region Warszawski. Próba charakterystyki geograficzno-gospodarczej”. Następnie, od 1948, była zatrudniona jako asystentka w Katedrze Historii Gospodarczej – pogłębiając zarazem swą wiedzę z historii nowożytnej poprzez studia na Uniwersytecie Warszawskim (w Instytucie Historii 1949–1951). Kolejne szczeble jej awansu naukowego w SGH (SGPiS) – to zatrudnienie w charakterze adiunkta (od września 1950) i zastępcy profesora (1954). Stopień doktora nauk ekonomicznych uzyskała (w 1959) za pracę pt. „Stan sił wytwórczych w rolnictwie Królestwa Polskiego przed uwłaszczeniem”. Jej habilitacja przypadła na rok 1962, kiedy to przedstawiła rozprawę pt. „Produkcja roślinna w Królestwie Polskim (1816–1864). Próba analizy ekonomicznej”. Pozwoliło jej to na awans na stanowisko kierownika Zakładu w Katedrze Historii Gospodarczej (1965), a następnie kierownika katedry (1966 do 1987). Dzięki jej staraniom skład osobowy katedry wzbogacił się o tak wybitne osobowości jak Janusz Kaliński i Wojciech Roszkowski. Rok 1972 był dla Ireny Kostrowickiej rokiem awansów na stanowiska profesora nadzwyczajnego (od 1 listopada), a następnie profesora zwyczajnego (od 1 grudnia).
Istotna dla Uczelni była także jej aktywność w strukturach organizacyjnych Szkoły jako prorektor SGPiS do spraw współpracy z zagranicą (od 1 września 1969 do 31 sierpnia 1975) – to jest przez dwie kadencje, jako kierownik Katedry Historii Gospodarczej (od 1966 do 1987), a wreszcie jako dyrektor (od 1987), a później (od 1993 do 1995) – wicedyrektor Instytutu Gospodarstwa Społecznego. Od 1952 była kierownikiem Zakładu Historii Gospodarczej na Studium Zaocznym oraz prodziekanem Wydziału Przemysłu do Spraw Studium Zaocznego (1952–1955). Pracowała też na stanowisku prodziekana Wydziału Handlu Wewnętrznego SGPiS (od 1 września 1965 do 31 lipca 1968). W 1968 r. została Pełnomocnikiem Rektora do Spraw Studiów dla Pracujących (1 sierpnia 1968 – 31 sierpnia 1969). Z pracą nauczyciela akademickiego (w rezultacie której wypromowała kilkadziesiąt prac magisterskich) – potrafiła łączyć obowiązki redaktora naukowego (1954, 1955, 1958–1961) i kierownika oddziału wydawniczego SGPiS (1956–1957).
Aktywność Ireny Kostrowickiej przejawiała się także w udziale w licznych organizacjach naukowych: Międzynarodowym Stowarzyszeniu Muzeów Rolniczych (AIMA), w Komisji Historii Gospodarczej Komitetu Nauk Historycznych Polskiej Akademii Nauk, Polskim Towarzystwie Historycznym, Polskim Towarzystwie Ekonomicznym; Radzie Naukowej Narodowego Muzeum Rolnictwa i Przemysłu Rolno-Spożywczego w Szreniawie, Komisji Dyscyplinarnej dla Nauczycieli Akademickich zatrudnionych w szkołach wyższych przy Ministerstwie Nauki, Szkolnictwa Wyższego i Techniki.
Chociaż 30 września 1990 przeszła – jako profesor SGH – na emeryturę, to jednak do 1995 pozostawała aktywna jako wicedyrektor w IGS.
Od 1945 była żoną Jerzego Kostrowickiego, późniejszego profesora w Instytucie Geografii PAN, z którym miała córkę Annę (ur. 1960).
Zmarła 15 maja 2008, pochowana na warszawskim cmentarzu Powązkowskim (kwatera 153-2-1,2).

## Zainteresowania naukowe
- Zagadnienia historii gospodarczej Polski i świata, XIX i XX stulecia,
- Przemiany agrarne w Polsce i za granicą w XIX i XX wieku – w okresie Królestwa Polskiego, podczas I wojny światowej, w II Rzeczypospolitej, w czasie II wojny światowej i w Polsce Ludowej
- Planowanie i polityka gospodarcza
- Sytuacja środowisk polskiej emigracji z lat 1939–1995

## Ważniejsze publikacje
- Historia gospodarcza Polski XIX i XX wieku. (Wydanie II, zmienione), Warszawa, 1975, wyd. Książka i Wiedza – współautorzy: Zbigniew Landau, Jerzy Tomaszewski.
- Produkcja rolna i czynniki jej wzrostu w Królestwie Polskim (1815–1914), Warszawa 1978, Państwowe Wydawnictwo Ekonomiczne.
- Pamiętniki nowego pokolenia chłopów polskich – materiały konkursowe, tom sygnalny – współautorzy: Andrzej Budzyński, Janusz Gmitruk, Instytut Gospodarstwa Społecznego, Zakład Historii Ruchu Ludowego, Ludowe Towarzystwo Naukowo-Kulturalne, Warszawa 1996, wyd. PHU „Aral-Dimax”.
- Zarys historii gospodarczej Polski XIX i XX wieku Cz. 1 – współautorzy: Zbigniew Landau, Jerzy Tomaszewski, Warszawa, 1964, [wyd. Szkoła Główna Planowania i Statystyki].
- Pamiętniki emigrantów – kariery zawodowe – fragmenty pamiętników emigrantów nadesłanych na konkurs IGS SGH – współautor: Anna Rodzewicz, wyd. Szkoła Główna Handlowa w Warszawie, Instytut Gospodarstwa Społecznego, 1995.
- Z badań nad polską emigracją z lat 1939–1995 – współautorzy: Andrzej Budzyński; Anna Rodzewicz:, „Biuletyn IGS”, 1998, nr 1/4, s. 117–142.
- Zesłańczym szlakiem – fragmenty pamiętników emigrantów nadesłanych na konkurs IGS SGH, Warszawa, Inst. Gospodarstwa Społecznego SGH, 1994.
- Produkcja roślinna w Królestwie Polskim, 1815–1864, Warszawa 1961, Państwowe Wydawnictwo Naukowe.
- Studia z dziejów gospodarstwa wiejskiego, Zeszyt 2, Produkcja roślinna w Królestwie polskim, 1815–1864, Warszawa 1961, Ossolineum, wyd. Polskiej Akademii Nauk – Państwowe Wydawnictwo Naukowe.
- Stan hodowli zwierząt gospodarskich w Królestwie Polskim przed uwłaszczeniem, Warszawa, 1958, wyd. Szkoła Główna Planowania i Statystyki.
- Historia gospodarcza świata XIX i XX wieku – współautorzy: Jerzy Ciepielewski, Zbigniew Landau; Jerzy Tomaszewski, Warszawa 1970, Państwowe Wydawnictwo Ekonomiczne.
- Polska w rozwoju dziejowym – współautorzy: Stanisław Arnold, Ryszard Kołodziejczyk, Marian Żychowski: Warszawa 1966, Państwowe Zakłady Wydawnictw Szkolnych.
- Studia z historii myśli ekonomicznej – współautorzy: Andrzej Grodek, Jerzy Ciepielewski, Zbigniew Landau, Jerzy Tomaszewski, Warszawa 1963, Państwowe Wydawnictwo Naukowe.
- Traditions et expériences historiques de l’aménagement du territoire en Pologne, „Revue d’études comparatives Est-Ouest”, v9 n1 (1978), s. 165–180.
- Polska – krajobraz i architektura – współautor: Jerzy Kostrowicki, Warszawa 1980, Wydawnictwo Arkady.
- Poland [informator – album] – współautorzy: Jerzy Kostrowicki, Jacek Żakowski, Mirosław Ciunowicz, Maciej Ciunowicz, Aleksandra Chojnowska-Rodzińska, Warszawa 2007, Wydawnictwo Arkady.

## Ordery i odznaczenia
- Krzyż Kawalerski Orderu Odrodzenia Polski (1973)
- Złoty Krzyż Zasługi (1969)
- Medal 10-lecia Polski Ludowej (19 stycznia 1955)[4]
- Brązowy Medal „Za zasługi dla obronności kraju” (1973)
- Odznaka honorowa „Zasłużony Białostocczyźnie” (1970)
- Odznaka honorowa „Zasłużony dla Warmii i Mazur” (1972)
- Odznaka XX-lecia ZSP